# Ariena Chimki
Ariena Chimki − stadion piłkarski w Chimkach, na przedmieściach Moskwy. Swoje mecze w roli gospodarza rozgrywają na nim CSKA Moskwa i Dinamo Moskwa.
W sezonie (2013/2014) Ligi Mistrzów UEFA CSKA Moskwa rozegrała tu 2 mecz fazy grupowej przeciwko Bayernowi Monachium (1:3) oraz Manchesterowi City (1:2).